# Polo (sport)

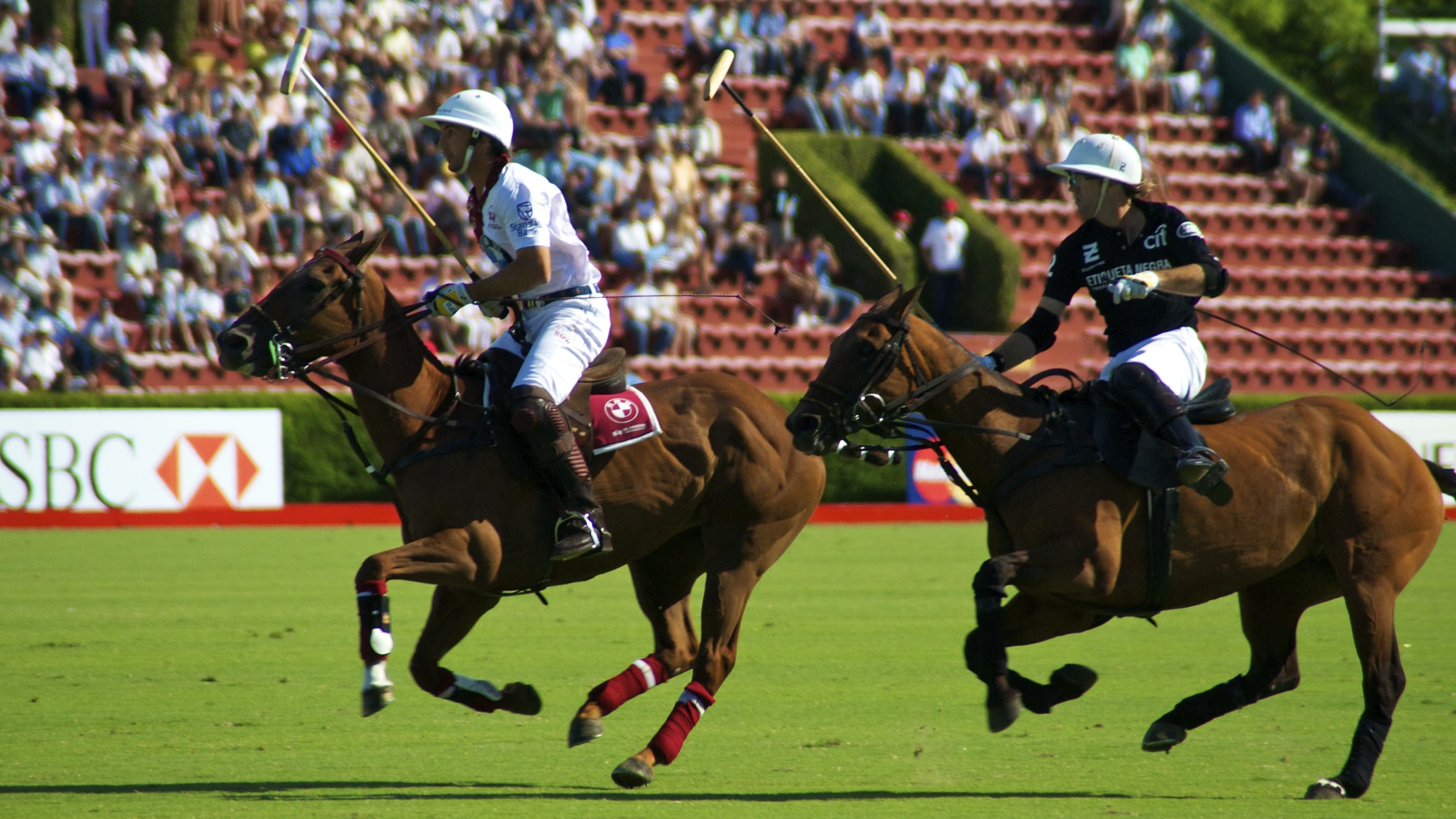
Mistrzostwa w polo w Argentynie

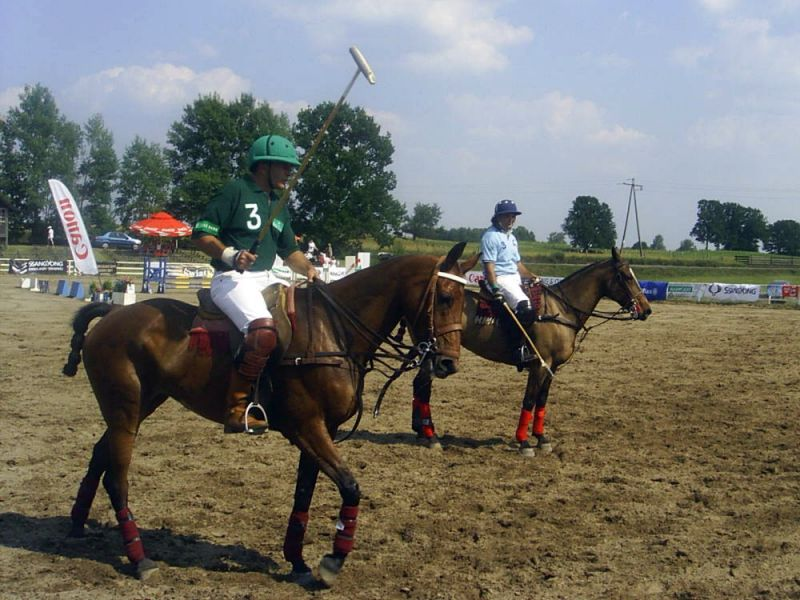
Zawodnicy grający w polo (Gałkowo Cup)

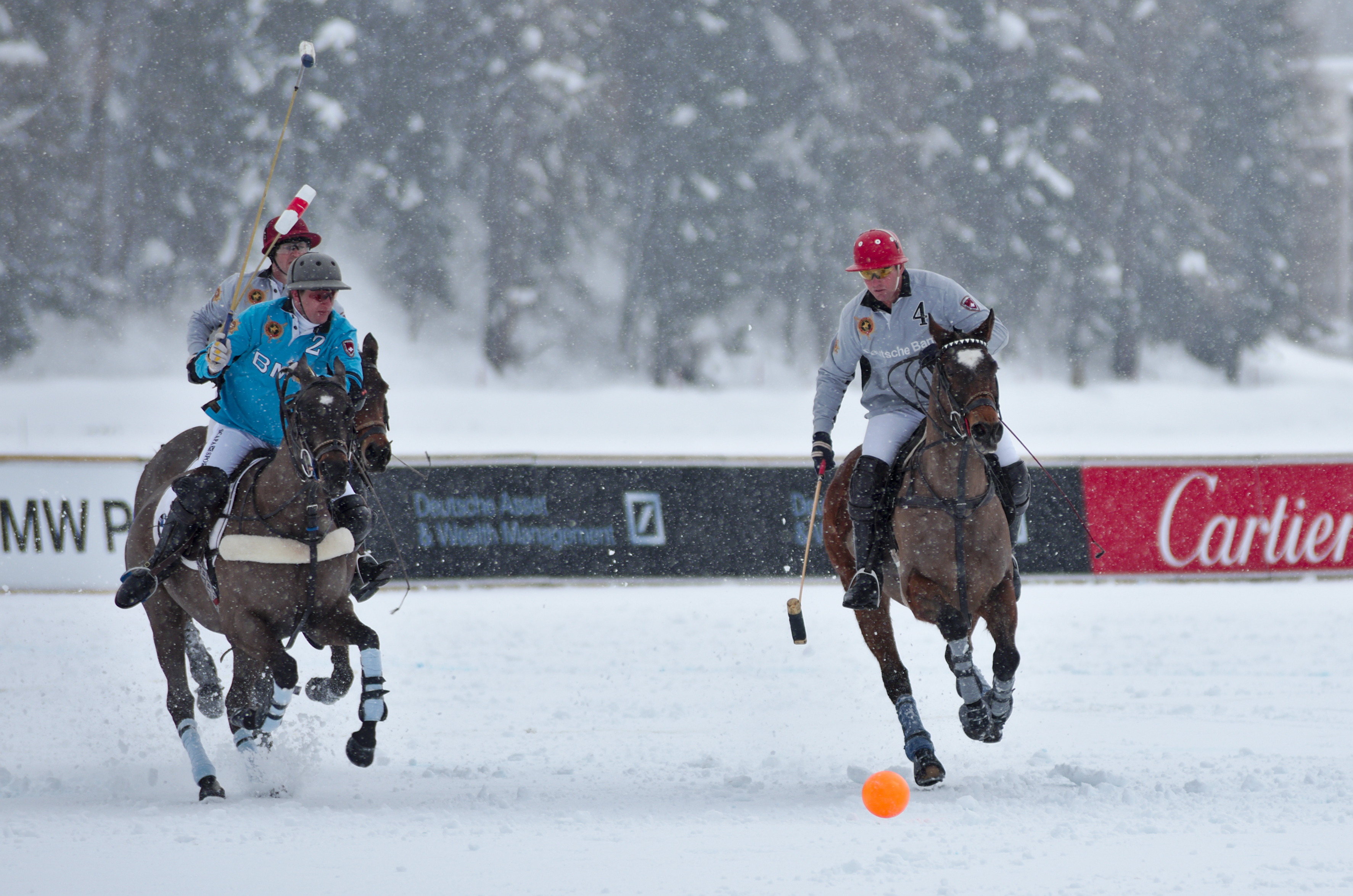
Polo na śniegu

Polo – gra rozgrywana konno na trawiastym boisku przez dwie czteroosobowe drużyny, których gracze dążą – używając długich kijów, tzw. malletów – do umieszczenia w bramce przeciwnika drewnianej, białej kuli, wielkości pomarańczy.

## Historia
Gra powstała w Azji Środkowej (tereny obecnego Iranu i Turkmenistanu. W średniowieczu była popularna już w całej Azji. Do Europy dotarła w XIX wieku przez stacjonujące w Indiach wojska brytyjskie, które nadały jej obecną nazwę. Dotąd gra znana była jako „Sagol Kangjei".
Polo było dyscypliną olimpijską podczas igrzysk olimpijskich: 1900, 1908, 1920, 1924 oraz 1936. Organizowane są także mistrzostwa świata w polo.

## Zasady
Celem gry jest wbicie do bramki rywala (szerokość 7,32 m) piłki, za pomocą malleta. W grze uczestniczą dwie drużyny, liczące po 4 zawodników, rozgrywające mecz konno. Boisko o wymiarach 275 × 183 m jest zazwyczaj trawiaste. W polo można grać również na boiskach o wymiarach 100 × 50 m, wówczas jest to „arena polo”, a gra się po 3 zawodników. W meczu rozgrywa się od 4 do 8 części trwających 7,5 minuty tzw. czakerów, 6,5 minut na arena polo. Między nimi są 3-minutowe przerwy, które zwykle wystarczają na zmianę konia. Zawodnik, grający w polo korzysta zwykle z 4 koni podczas meczu. Za każdym razem po wbiciu piłki do bramki, czyli zdobyciu „gola”, zawodnicy zamieniają się połowami.
Ponieważ jest to męcząca i urazowa gra, wykorzystuje się do niej najczęściej konie pełnej krwi angielskiej lub konie argentyńskie.